# 西德尼·桑尼诺

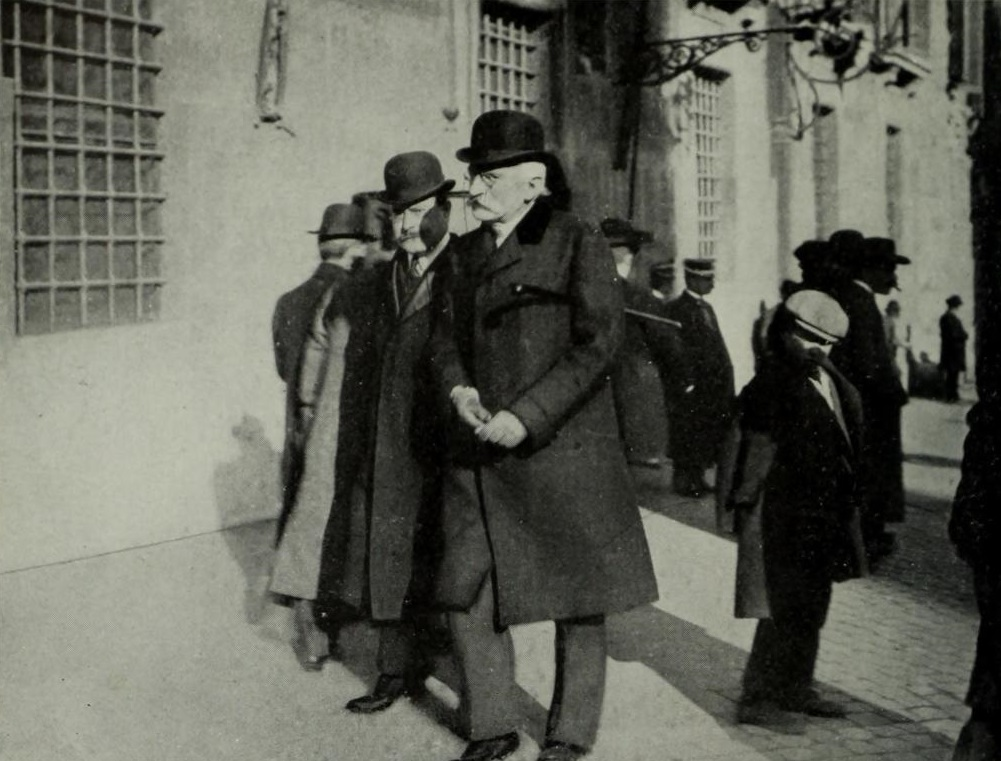
1914年担任外交大臣的西德尼·桑尼诺

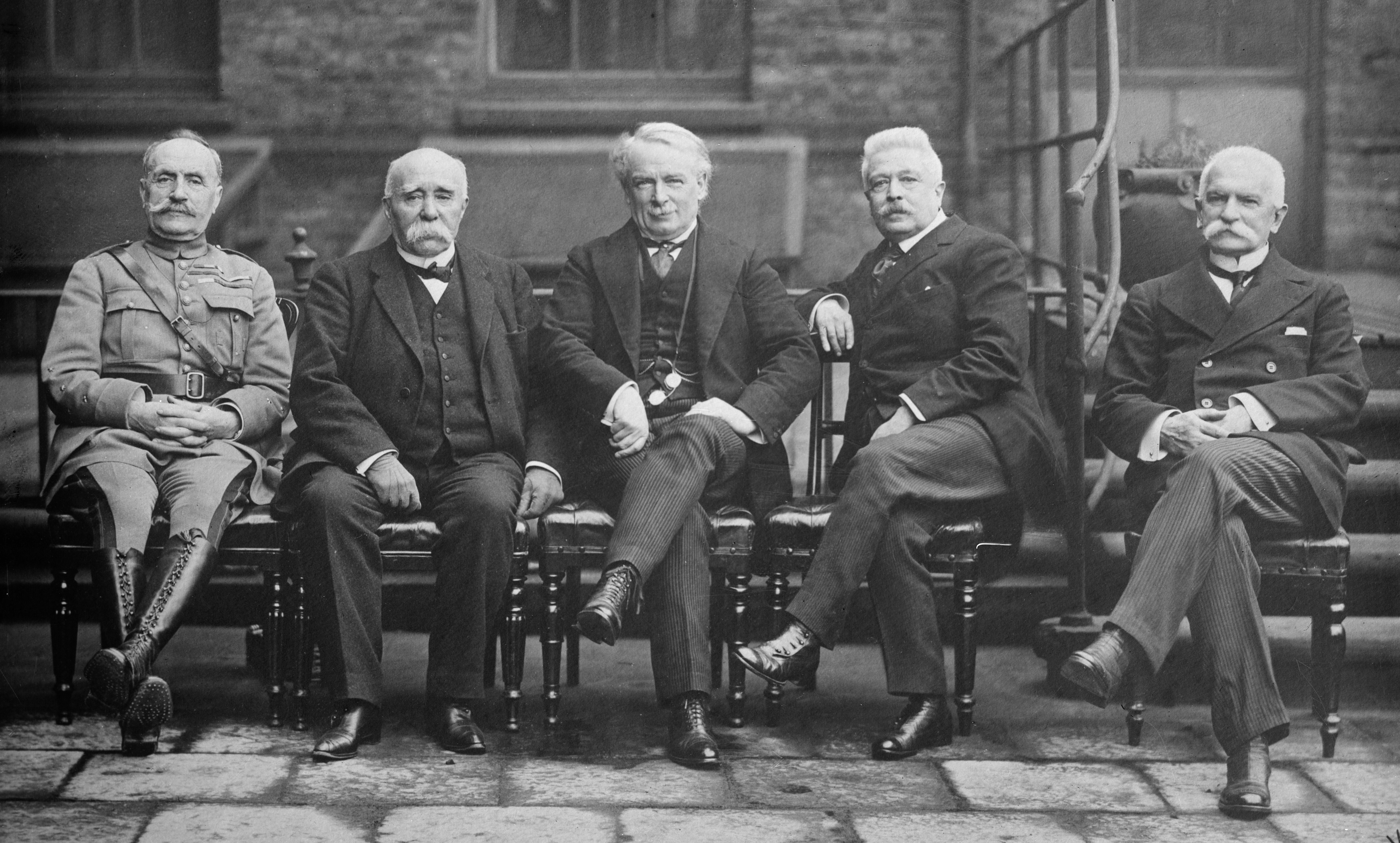
从左至右依次为：巴黎和会上的费迪南·福煦元帅、法国总理乔治·克列孟梭、英国首相大卫·劳合乔治、意大利首相维托里奥·奥兰多与外相西德尼·桑尼诺

西德尼·桑尼诺，桑尼诺男爵（1847年3月11日—1922年11月24日），是意大利政治家，意大利王国第19任首相，曾在1906年和1909年至1910年两次短暂组阁。他在1914年11月5日担任安东尼奥·萨兰德拉内阁的外交大臣，负责第一次世界大战期间意大利的外交事务，并主导意大利于1915年批准伦敦条约，继而成功加入协约国阵营参战。战后他与首相维托里奥·奥兰多代表意大利参加了1919年的巴黎和会。